# قطعنامه ۱۴۸۶ شورای امنیت
قطعنامه  ۱۴۸۶ شورای امنیت سازمان ملل متحد که در تاریخ ۱۱ ژوئن ۲۰۰۲ تصویب شد، سندی بین‌المللی دربارهٔ بررسی وضعیت در قبرس است. این قطعنامه طی نشست ۴۷۷۱ام با ۱۵ رای موافق، ۰ مخالف و ۰ ممتنع تصویب شد.